# Rue de l'Aiguillerie (Paris)
Pour les articles homonymes, voir Rue de l'Aiguillerie.
La rue de l'Aiguillerie est une ancienne rue de Paris. Elle était située dans l'ancien 4e arrondissement entre 1795 et 1859 et dans le 1er arrondissement entre 1859 et sa disparition complète en 1877. Elle correspond à une partie de la rue Sainte-Opportune et une partie de la rue des Lombards.

## Origine du nom
Ce nom lui a été donné parce qu'elle était habitée par des fabricants d'aiguilles,.

## Situation
Cette rue commençait place Gastine et aux 73-75, rue Saint-Denis et finissait place du Cloître-Sainte-Opportune (actuelle place Sainte-Opportune). Elle était située dans l'ancien 4e arrondissement dans le quartier des Marchés.
Les numéros de la rue étaient noirs. Le dernier numéro impair était le no 13 et le dernier numéro pair était le no 22.

## Historique
En 1220, elle est nommée « rue Alain de Dampierre ».
Selon Edgar Mareuse, cette voie est citée dans Le Dit des rues de Paris, de Guillot de Paris, sous la forme « rue à Petis Soulers De Basenne », c'est-à-dire « rue des Petits-Souliers-de-Basane » car on devait, à cette époque, y faire commerce de ces souliers. Toutefois, Jean de La Tynna et les frères Lazare ne partagent pas cette idée car, selon eux, la rue à Petis Soulers De Basenne correspond à la rue Courtalon.
En 1449, elle porte le nom de « rue du cloître Sainte-Opportune » car elle longeait l'église Sainte-Opportune par le nord et par l'ouest où se trouvait l'entrée principale de l'église. En 1650, on la retrouve sous le nom « rue de l'Esguillerie, ».
En 1702, la rue, qui fait partie du quartier Sainte-Opportune, comporte 14 maisons, 4 lanternes.
Une décision ministérielle du  21 prairial an X (10 juin 1802) signée Chaptal fixe la largeur minimum de la rue de l'Aiguillerie à 7 mètres.
Une ordonnance royale du 30 mai 1836 ordonne le percement d'une voie nouvelle entre la rue des Fourreurs (disparue lors de la création de la rue des Halles) et la rue de la Ferronnerie dans l'axe de la fontaine des Innocents. La partie la plus à l'ouest de la rue de l'Aiguillerie est alors absorbée par cette voie nouvelle (l'actuelle rue Sainte-Opportune).
Le reste de la rue est réuni à la rue des Lombards le 1er février 1877.

## Voir